# ヴァンベルト・ジ・ジェズス・ソウザ・カンポス
ヴァンベルト（Wamberto）ことヴァンベルト・ジ・ジェズス・ソウザ・カンポス（ポルトガル語: Wamberto de Jesus Sousa Campos、1974年12月13日 - ）は、ブラジルの元サッカー選手。ポジションはMF。

## クラブ歴
1993年にRFCセランで選手となった。1996年にスタンダール・リエージュに移籍。
1998年にアヤックス・アムステルダムに移籍。2002年のKNVBカップ決勝ではオフサイドポジションから同点弾を決めて勝利に貢献した。2004年1月に18ヶ月の契約でRAECモンスに買取オプションつきの期限付き移籍で加入したが、モンスが2部に降格したため同年夏に2年契約でスタンダール・リエージュに復帰した。
2006年にモンスが再び1部に戻ると移籍金なしでモンスに再加入。
2007年にFCオムニワールドに加入。

## 家族
息子のダニーロ、ヴァンデルソン、甥のサントス・ネトもサッカー選手。